# Gomphosis
Als Gomphosis (altgriechisch gomphosis ‚Einkeilung‘) bezeichnet man eine spezielle Form eines unechten Gelenks, bei der Knochen ineinander verkeilt sind. Zusätzlich werden die Knochen durch Bindegewebsfasern stabilisiert. Die Gomphosis gehört daher – neben der Sutur und der Syndesmose – zu den bindegewebigen Knochenverbindungen (Articulationes fibrosae).
Einkeilungen kommen vor als:
- Verankerung der Zähne in den Zahnfächern des Ober- bzw. Unterkiefers über die Sharpey-Fasern
- Verankerung der Partes tympanica, petrosa et mastoidea (Felsenbeinpyramide) des Schläfenbeins im Schädel